# Justin Roberts
Justin Jason Roberts (Chicago, 29 dicembre 1979) è un annunciatore statunitense sotto contratto con la All Elite Wrestling.
Tra il 2002 e il 2014 ha lavorato nella WWE.